# Eckausrundung
Die Eckausrundung ist ein Entwurfselement bei der Planung von Knotenpunkten an Straßen.  Dabei werden zwei sich kreuzende Fahrbahnränder mit einer Ausrundung verbunden. Auf diese Weise wird die Befahrbarkeit für den ein- oder abbiegenden Fahrzeugführer mit einer gleichmäßigen Lenkbewegung gewährleistet.
Bei untergeordneten Straßen verwendet man einen einfachen Kreisbogen zur Ausrundung. Bei stärker befahrenen Straßen wird dagegen eine dreiteilige Kreisbogenfolge (so genannter Korbbogen) verwendet. Diese Ausrundung entspricht am ehesten der Schleppkurve von Kraftfahrzeugen. Die Größe der Eckausrundung ist generell von dem Bemessungsfahrzeug abhängig.
Das Radienverhältnis bei einer dreiteiligen Kreisbogenfolge beträgt:
{\displaystyle R_{\mathrm {1} }:R_{\mathrm {2} }:R_{\mathrm {3} }=2:1:3}
Der Anfangsradius R1 hat dabei eine Richtungsänderung von 17,5 gon und der Endradius R3 von 22,5 gon. Der verbleibende Richtungsänderung erfolgt durch den Hauptbogen R2. Der Hauptbogenradius R2 beträgt bei Stadtstraßen für Einbieger in der Regel 8 m, für Abbieger 12 m.
Bei Landstraßen ist gemäß den RAL 2012 ein Hauptbogenradius von 12 m für Zufahrten (Zufahrttyp KE6 nur 10 m) und 15 m für Abbieger (Rechtsabbiegetyp RA6 nur 12 m) zu wählen.